# Bałuci
Bałuci (bułg. Балуци) – wieś w Bułgarii, w obwodzie Wielkie Tyrnowo, w gminie Elena. W 2024 roku liczyła 8 mieszkańców.